# ロニー・コールマン

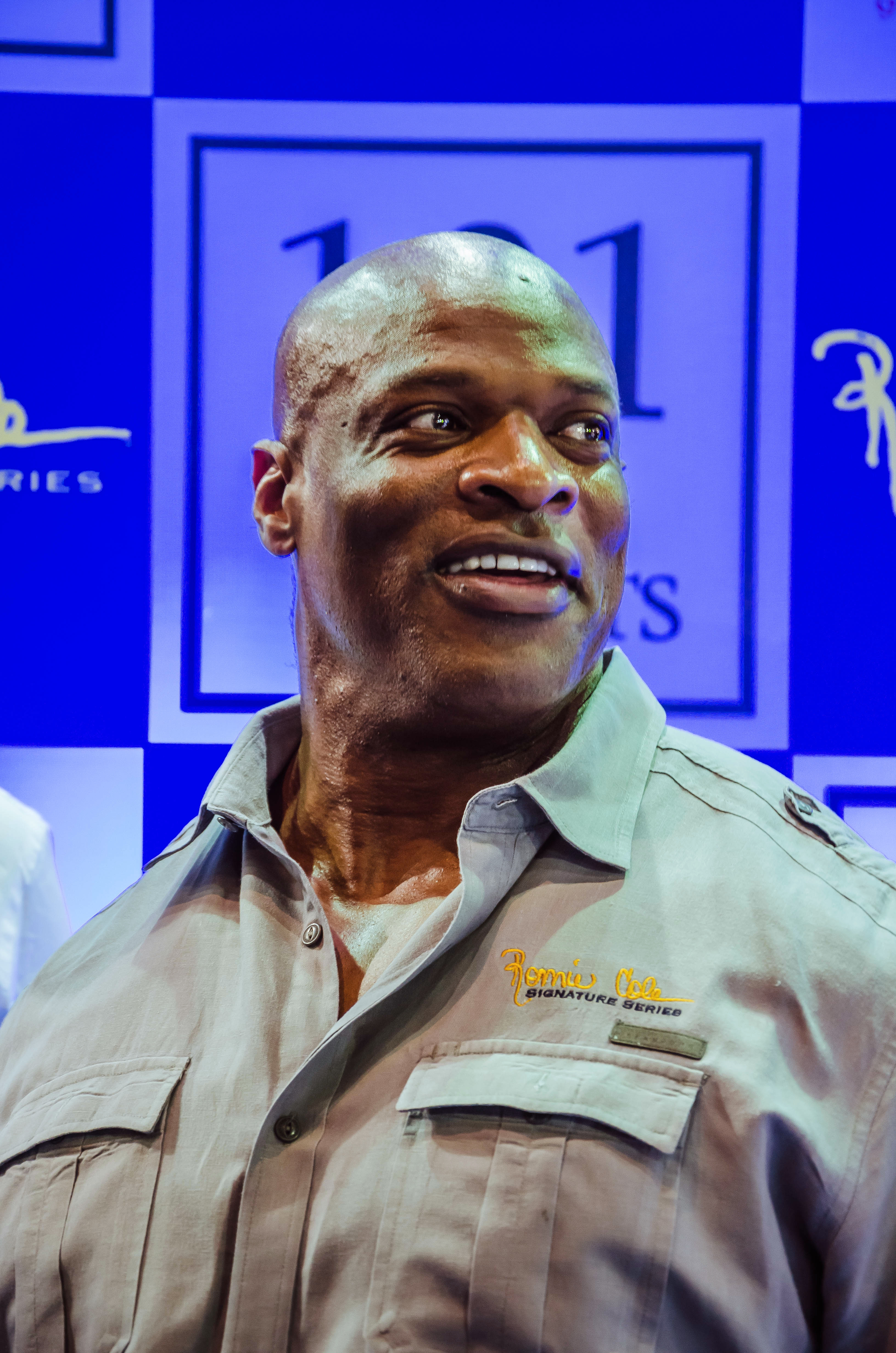
ロニー・コールマン（2014年）

ロニー・コールマンことロナルド・ジーン・コールマン（Ronald Dean Coleman、1964年3月13日生まれ)は、アメリカ合衆国の元プロ・ボディビルダーである。ミスター・オリンピアを8連覇し、ボディビルダーとして史上最高、あるいはアーノルド・シュワルツェネッガーと肩を並べる最も偉大なボディビルダーとして認識されている。またボディビル競技においてかつてステージを盛り上げたなかでも圧倒的な肉体を持つ選手ともいわれる。IFBBプロのタイトルを26回獲得しており、そのサイズとコンディションの突出ぶりや、筋肉の各部位ごとが圧倒的であることが有名であり、そのきわめて過酷なトレーニングが史上最強のボディビルダーと呼ばれる所以の肉体をつくりあげたといわれる。

## 略歴
ロニー・コールマンは1964年にアメリカ合衆国ルイジアナ州モンローで生まれた。 グラムリング州立大学に入学し、会計学の学位を取得して1984年に優等な成績で卒業した。在学中はエディー・ロビンソン監督のもとカレッジフットボールでミドルラインバッカーとしてプレーしていた。卒業後は会計事務所で職を得ることができず、ドミノピザへの就職を余儀なくされた。当時はあまりに貧しかったため食べるものにも困り、従業員特権で無料で食べられるピザを毎日食べていた。その後は警察に転職して、1989年からアーリントン (テキサス州) で警察官として勤務し、2000年から2003年までは予備警察官として活動した。

## ボディビルダーとして

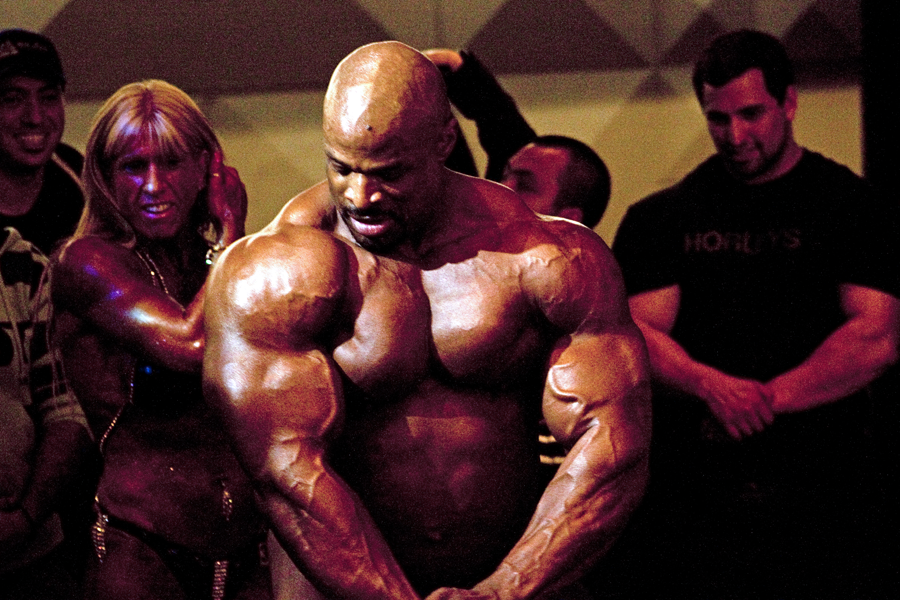
ポージングをするコールマン（2009年10月）

アマチュア・ボディビルダーのブライアン・ドブソンが経営するジム、メトロフレックスに通うことをコールマンに提案したのは、同僚のグスタヴォ・アルロッタだった。ドブソンは、ボディビル大会のミスター・テキサスにそなえて自分のトレーナーになることを条件に、コールマンを自分のジムの永久無料会員にしている。ミスター・テキサスに向けてトレーニングを積んだコールマンは、大会の重量級で１位となり、オーバーオールでも優勝を果たした（その過程でドブソンも破っている）。コールマンがプロで初めて一位を獲得した大会は、1995年のカナダ・プロである。翌年、彼は同じ大会でふたたび優勝し、さらに1997年のロシア・グランプリでも優勝した。1990年代半ばにはパワーリフティングの大会にも出場している。
プロ・ボディビルダーの世界でトップに昇りつめたコールマンであるが、その道のりは決して平坦ではなかった。1992年にはじめてミスター・オリンピアに出場したときは入賞すらできなかった。1994年には15位、1995年には10位、1996年には5位、1997年には9位である。この年はドリアン・イエーツが6度目のそして引退を控えながら最後のタイトルをとった年だった。次の年はケネス・ウィラーが、ナッサー・エル・ソンバティやケビン・レブローニ、ショーン・レイらを抑えてミスター・オリンピアで10人目のタイトルホルダーとして有力視されていた。しかし、コールマンもこの年のナイト・オブ・チャンピオンズで優勝して業界での評価を大いに高めており、実際に本番ではさらに状態をよくして臨んだ結果、3ポイント差でウィラーを下して、初めてミスター・オリンピアで優勝を果たす。彼はそのまま2005年までこのタイトルを守り続け、ミスター・オリンピアの歴史において最も成功したボディビルダーであるリー・ヘイニーと並ぶ8連覇を達成している。2001年には、アーノルドクラシックとミスター・オリンピアのタイトルを同時に獲得するという初めての記録を成し遂げた（この記録を持っているのはコールマンと2008年のデキスター・ジャクソンだけである)。こうしてミスター・オリンピアに君臨してきたコールマンだったが、2006年にジェイ・カトラーに敗れてその時代は終わりを告げた。ジェイ・カトラーにとっては3年連続で2位に終わっており、これが初めての優勝だった。ミスター・オリンピアの歴史において、複数回にわたってチャンピオンを獲得している選手が、引退以外でそのタイトルを失ったことはわずかに2回しかない。コールマンと、アーノルド・シュワルツネッガーに敗れたセルジオ・オリバ（1970年）だけである。2007年、コールマンは自身最後となるミスター・オリンピアに臨み、4位に終わった。
プロ・ボディビルダーとして成功をおさめたことで、コールマンの名前を冠した商品がいくつも発売されるなど、仕事のチャンスが増えて、彼は世界中をプロモーションのために飛び回った。アメリカ中のジムで、オープンのときにはゲストに呼ばれた。トレーニングにおいては、体の柔軟性を最大限に生かして可動域をとるために、マシンよりもフリーウエイトを好んだ。彼のトレーニング動画は3つの作品になっている。The Unbelievable とThe Cost of RedemptionとOn the Roadである。こういった動画では、オーバーワークやフォームの間違いについて注意を促す内容もありながら、より熟練したウェイトリフターに向けたアドバイスも行っている。
パワーリフターとボディビルダーとしてキャリアを積む中で、スクワットやデッドリフトで800 lbs（363kg）を挙げるなど、コールマンがトレーニングにおいて扱ってきた超高重量は、彼の身体に深刻なダメージを残し、2007年以降は数えきれないほど手術を繰り返した。たとえば2度の人工股関節置換や椎間板のダメージからくる慢性的な痛みを和らげるための試みなどある 。身体のコンディションは悪化していたが、それでもトレーニングは継続していた。以前より軽い重量しか扱えなかったが、それでも筋肉の衰えを防ごうという努力である（2008年の時点） 。一方で彼が受けてきた手術は（一回ごとに30万ドルから50万ドルかかっている）結果はまったくふるわないものもあり、その結果彼は補助なしではおそらく二度とまともに歩けない身体になっている。そのため長距離での移動がある場合は車いすを使用している。だが、コールマンは自分の選んだ道に後悔はしていないと語っており、 いかなる代償を支払ってでも最高のボディビルダーになることを目指したと自負している。もし悔いがあるとすれば、これ以上は自分の伝説を打ち立てることができないこと、だとも。
2018年、ブラット・ユーディンによるコールマンの人生をたどったドキュメンタリー作品『ロニー・コールマン: 偉大なる王者』がネットフリックスで配信された。作中では、彼のボディビル人生にインスパイアされたラッパーのクアンによる『Flexin' on Them (Ronnie Coleman)』という曲が流れる。

## キャラクター
ロニー・コールマンはもともと声が高いことで有名であり、そのトレーニング風景を収録した動画で聞こえるハイピッチな声は特に動画の配信が当たり前となった昨今のトレーニング界隈ではもはやお馴染みとなった。とりわけ有名なのがトレーニング中に自分を奮い立たせるための叫び声で「"Light weight, baby!"」（軽いぜ、坊や！）や 「"Ain't nothin' but a peanut!"」（こんなもんピーナッツじゃねえか！）などの台詞である。なおこれは本人がピーナッツアレルギーによるもの。

## 私生活
コールマンは敬虔なクリスチャンである。1998年3月にはパリのスポーツエキスポでフランス系レバノン人の女性と知り合い、2007年12月28日にベイルートで結婚しているが、ほどなくして離婚している。コールマンはその後、アメリカ人のパーソナル・トレーナーであるスーザン・ウィリアムソンと2016年4月11日に再婚している。夫妻はテキサス州アーリントンに拠点をうつし、4人の子供をもうけている。
2020年6月、コールマンは手術が失敗に終わったために補助なしではまともに歩くことができないことを明らかにした。彼の証言によれば、3度にわたる手術費用には2百万ドルを支払っている。

## 身体測定
- 身長: 5 ft 11 in (180 cm)[34][11]
- 体重（オン）: 287–300ポンド (130–136 kg)[34][11]
- 体重（オフ）: 315–330ポンド (143–150 kg)[34][11][35]
- 胸囲： 60 in (152 cm)[34]
- 腕: 24 in (61 cm)[34][11]
- 脚: 36 in (91 cm)[36]

## 挙上重量
- デッドリフト:  – 800 lb (363 kg) x 2 reps (The Unbelievable, 2000)
- スクワット:  – 800 lb (363 kg) x 2 reps (The Cost of Redemption, 2003)
- ベンチプレス:  – 500 lb (227 kg) x 5 reps (The Cost of Redemption, 2003)
- ダンベル・ベンチプレス:  – 200 lb (91 kg) Dumbbells x 12 reps (The Unbelievable, 2000)
- ミリタリープレス:  – 315 lb (143 kg) x 12 reps (The Unbelievable, 2000)
- ダンベル・ショルダープレス:  – 160 lb (73 kg) Dumbbells x 7 reps (The Cost of Redemption, 2003)
- ベントオーバーロウ:  – 515 lb (234 kg) x 10 reps (Relentless, 2006)
- Ｔバーロウイング:  – 540 lb (245 kg) x 9 reps (The Unbelievable, 2000) & 505 lb (229 kg) x 12 reps (Relentless, 2006)
- フロント・スクワット:  – 585 lb (265 kg) x 4 reps (The Unbelievable, 2000)
- ハック・スクワット:  – 765 lb (347 kg) x 8 reps (The Unbelievable, 2000)
- ランジ:  – 185 lb (84 kg) x 20 reps per leg (The Unbelievable, 2000)
- シュラッグ:  – 735 lb (333 kg) x 11 reps (The Cost of Redemption, 2003)
- ダンベル・シュラッグ:  – 250 lb (113 kg) Dumbbells x 15 reps (Relentless, 2006)
- カーフ・レイズ:  – 540 lb (245 kg) x 20 reps (Relentless, 2006)
- レッグ・プレス:  – 2,400 lb (1,089 kg) x 8 reps (The Cost of Redemption, 2003)

## フィルモグラフィー
| 年   | タイトル                                 |
| ---- | ---------------------------------------- |
| 1998 | Ronnie Coleman: The First Training Video |
| 2000 | Ronnie Coleman: The Unbelievable         |
| 2003 | Ronnie Coleman: The Cost of Redemption   |
| 2006 | Ronnie Coleman: Relentless               |
| 2008 | Ronnie Coleman: Invincible               |
| 2009 | Ronnie Coleman: The Last Training Video  |
| 2018 | Ronnie Coleman: The King                 |

## 獲得タイトル
| 年   | タイトル                                                                                          |
| ---- | ------------------------------------------------------------------------------------------------- |
| 1990 | Mr. Texas (Heavyweight & Overall)                                                                 |
| 1991 | World Amateur Championships (Heavyweight)                                                         |
| 1995 | Canada Pro Cup                                                                                    |
| 1996 | Canada Pro Cup                                                                                    |
| 1997 | Grand Prix Russia                                                                                 |
| 1998 | Mr. Olympia, Night of Champions, Toronto Pro Invitational, Grand Prix Finland, Grand Prix Germany |
| 1999 | Mr. Olympia, World Pro Championships, Pride Grand Prix England                                    |
| 2000 | Mr. Olympia, World Pro Championships, Mr. Brody Langley, Grand Prix England                       |
| 2001 | Mr. Olympia, Arnold Schwarzenegger Classic, New Zealand Grand Prix                                |
| 2002 | Mr. Olympia, Grand Prix Holland                                                                   |
| 2003 | Mr. Olympia, Grand Prix Russia                                                                    |
| 2004 | Mr. Olympia, Grand Prix England, Grand Prix Holland, Grand Prix Russia                            |
| 2005 | Mr. Olympia                                                                                       |
| 2006 | Mr. Olympia 2nd, Grand Prix Austria, Grand Prix Holland, Grand Prix Romania                       |
| 2007 | Mr. Olympia 4th                                                                                   |

## 読書案内
- ロニー・コールマン 著、山本義徳 監修・松田和也 訳『YEAH BUDDY!　ロニー・コールマン自伝』国書刊行会、2021年。